# 新中国交响组曲
《新中国交响组曲》丁善德所作的交響曲。1948年秋，解放军攻克藩阳、徐州等城市，刺激當时在巴黎音乐院的作者决定在1949年3月以中華人民共和国成立为题准备毕业考试的作品，6月完成總谱，在演奏会上因来不及练习而改用雙钢琴演出。曾由上海市人民政府交响乐团於1950年1月8日演奏，並於一周以内演奏第2次。
本曲有3個樂章
1. 人民的痛苦
由雙簧管奏出悲惨的主题开始，接着在弦乐器及管乐器上展开，然后气势逐渐加强，表现国统区人民的痛苦有加无巳，终於爆发为不可遏制的忿怒，震撼着反动集团的统治。整个乐章以不协和弦做出特別的效果。
2. 解放革命
紧接前乐章振奋的情绪，以小號奏出高亢的曲调，象征群众斗争已经和解放军的攻势结合起来，开始了胜利的进军，主题次第出现在各种铜乐器上，时时出现阵阵的鼓声，最后以进行曲风的音乐结束。
3. 秧歌舞
群众欢历胜利的热烈情绪通过秧歌舞的形式表现出来，中国风的打击乐器加强和平生活的气氛，第2主题采用陕北的秧歌领唱，由6种乐器轮奏以後突然结束。[1]